# Lijst van schilderijen in het Centraal Museum/A
Lijst van schilderijen in het Centraal Museum met werken van schilders van wie de achternaam begint met de letter A. Vermeldingen in het grijs geven aan dat het werk geen deel meer uitmaakt van de collectie van het Centraal Museum, bijvoorbeeld omdat het in bruikleen gegeven is aan een andere instelling of omdat het teruggegeven is aan de bruikleengever.
| Inventarisnummer | Toeschrijving                                     | Titel                                                                                         | Datering  | Afbeelding |
| ---------------- | ------------------------------------------------- | --------------------------------------------------------------------------------------------- | --------- | ---------- |
| 2583             | Andreas Achenbach                                 | Rotslandschap met waterval in Noorwegen                                                       | 1853      |            |
| 13555            | Elisabeth Adriani-Hovy                            | Gezicht op de Nieuwekade vanaf de Bemuurde Weerd                                              | 1925      |            |
| 13552            | Elisabeth Adriani-Hovy                            | Sneeuwgezicht (gezicht op de Weerdsingel, vanaf de Bemuurde Weerd O.Z.)                       | 1926      |            |
| 13553            | Elisabeth Adriani-Hovy                            | Gezicht op de Bemuurde Weerd vanaf de Nieuwe Kade, met op de achtergrond de molen Rijn en Zon | 1926      |            |
| 13554            | Elisabeth Adriani-Hovy                            | Wintergezicht op de Nieuwe Kade vanaf de Bemuurde Weerd                                       | 1927      |            |
| 13550            | Elisabeth Adriani-Hovy                            | Interieur Domkerk, de kooromgang achter het hoofdkoor van het noorden naar het zuiden         | 1928      |            |
| 13551            | Elisabeth Adriani-Hovy                            | Gezicht op de Vismarkt met Oudegracht en werf                                                 | 1928      |            |
| 9864             | Elisabeth Adriani-Hovy                            | Gezicht op de Oosterkade te Utrecht                                                           | 1929      |            |
| 13548            | Elisabeth Adriani-Hovy                            | Gezicht op de Oude Gracht met achterzijde van de Donkere Gaard                                | 1929      |            |
| 13549            | Elisabeth Adriani-Hovy                            | Interieur Domkerk, de kooromgang met het Heilig Graf, gezien van het noorden naar het zuiden  | 1929      |            |
| 11772            | Elisabeth Adriani-Hovy                            | Huizen aan de achterzijde van de Lijnmarkt                                                    | 1930      |            |
| 13556            | Elisabeth Adriani-Hovy                            | Steenbakkerij op de Jutphaseweg                                                               | 1932      |            |
| 7908             | Elisabeth Adriani-Hovy                            | Stilleven met boeken                                                                          | 1936      |            |
| 21976            | Elisabeth Adriani-Hovy                            | Mand met appels                                                                               | 1945      |            |
| 10847            | Elisabeth Adriani-Hovy                            | Mandje met kersen                                                                             | 1950      |            |
| 15270            | Elisabeth Adriani-Hovy                            | Gezicht op Huize St. Hiëronymus te Utrecht                                                    | 1950      |            |
| 24764            | Cris Agterberg                                    | Twee staande figuren met vis                                                                  | 1940      |            |
| 26055            | Cris Agterberg                                    | Compositie                                                                                    | 1940      |            |
| 12165            | Gisèle d'Ailly-van Waterschoot van der Gracht     | Zelfportret met penselen                                                                      | 1951      |            |
| 25880            | Ben Akkerman                                      | Landschap (groen)                                                                             | 1972      |            |
| 22659            | Ben Akkerman                                      | Zonder titel                                                                                  | 1978-1979 |            |
| 25864            | Ben Akkerman                                      | Zonder titel (Groen schild)                                                                   | 1982-1983 |            |
| 26870            | Philip Akkerman                                   | Zelfportret                                                                                   | 1987      |            |
| 26871            | Philip Akkerman                                   | Zelfportret                                                                                   | 1987      |            |
| 26872            | Philip Akkerman                                   | Zelfportret                                                                                   | 1987      |            |
| 27167            | Philip Akkerman                                   | Zelfportret nr. 25                                                                            | 1987      |            |
| 27166            | Philip Akkerman                                   | Zelfportret nr. 26                                                                            | 1987      |            |
| 27168            | Philip Akkerman                                   | Zelfportret nr. 29                                                                            | 1990      |            |
| 27993            | Philip Akkerman                                   | Zelfportret nr. 10                                                                            | 1992      |            |
| 22106            | August Allebé                                     | Zelfportret                                                                                   | Ca. 1856  |            |
| 28927            | Peter Angermann                                   | Saale-Tal                                                                                     | 1979      |            |
| 8236             | Lizzy Ansingh                                     | De nieuwe japon                                                                               | 1938      |            |
| 29962            | Anutosh                                           | The solitude he prefers                                                                       | 1999      |            |
| 2581             | Louis Apol                                        | Winterlandschap                                                                               | Ca. 1900  |            |
| 17043            | Karel Appel                                       | Drift op zolder                                                                               | 1947      |            |
| 11825            | Karel Appel                                       | Ontmoeting                                                                                    | 1951      |            |
| 31189            | Karel Appel                                       | Springend in de lente                                                                         | 1961      |            |
| 16894            | Karel Appel                                       | La noyée (de drenkelinge)                                                                     | 1964      |            |
| 23043            | Armando                                           | Espace criminel                                                                               | 1959      |            |
| 20798            | Armando                                           | Rode platen                                                                                   | 1963      |            |
| 16658            | Armando                                           | Zwarte bouten op wit                                                                          | 1965-1970 |            |
| 21642            | Armando                                           | De vijand onderweg                                                                            | 1978-1979 |            |
| 23069            | Armando                                           | Fahne                                                                                         | 1981      |            |
| 24345            | Armando                                           | Feindberührung                                                                                | 1982      |            |
| 26229            | Armando                                           | Melancholie                                                                                   | 1986      |            |
| 26234            | Armando                                           | Gefechtsfeld                                                                                  | 1987      |            |
| 28826            | Eduardo Arroyo                                    | Het station van Frankfurt am Main                                                             | 1971      |            |
| 25509            | Jan van Asbeck                                    | Op de bodem van de Rijn                                                                       | 1984      |            |
| 25508            | Jan van Asbeck                                    | Landschap                                                                                     | 1985      |            |
| 26010            | Jan van Asbeck                                    | Dubbellandschap                                                                               | 1985      |            |
| 25967            | Jan van Asbeck                                    | Matrix                                                                                        | 1986      |            |
| 26226            | Jan van Asbeck                                    | Scale                                                                                         | 1987      |            |
| 10020            | Pieter van Asch                                   | Boslandschap met ruiter                                                                       | 1640-1670 |            |
|                  | Balthasar van der Ast                             | Stilleven met roos en iris                                                                    | 1615-1657 |            |
| 5096 a           | Balthasar van der Ast                             | Vruchtenstilleven                                                                             | 1623      |            |
| 26357            | Balthasar van der Ast                             | Stilleven met schelpen en herfsttijloos                                                       | Ca. 1630  |            |
| 7537             | Justus van Attevelt                               | Portret van een man                                                                           | 1657      |            |
| 20801            | Justus van Attevelt of Jan Adriaensz van Attevelt | Een alchemist                                                                                 | 1640-1650 |            |